# Epifanio de los Santos Avenue

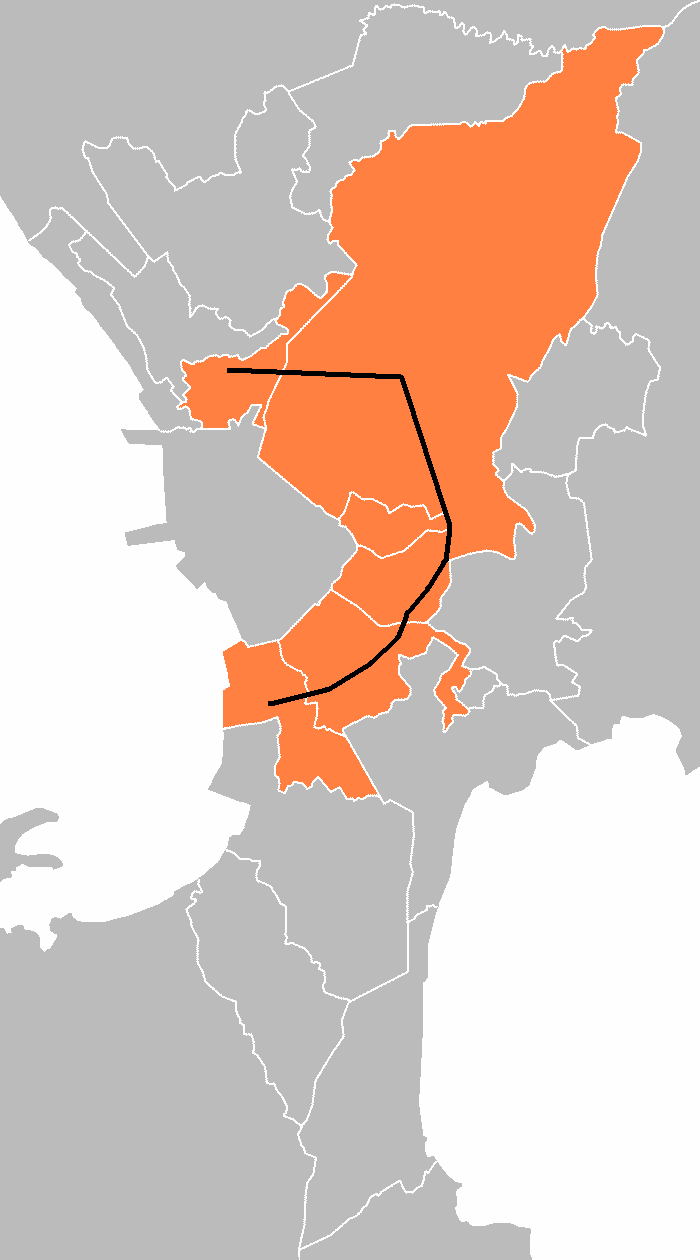
De ligging van EDSA in Metro Manilla

De Epifanio de los Santos Avenue, afgekort en beter bekend als EDSA is een ringweg in Metro Manilla in de Filipijnen. De 24 kilometer lange stadsweg is geen volwaardige snelweg, maar wel grotendeels ongelijkvloers met gescheiden rijbanen. EDSA bestaat voor een groot deel uit 10 rijstroken en vormt de belangrijkste wegverbinding van de metropool. Het is een drukke weg en hij werd - over de gehele lengte gemeten - in 2007 dagelijks door 2,34 miljoen voertuigen bereden. De intensiteit per wegvak bedroeg in 2009 ruim 316 duizend voertuigen per dag. Opmerkelijk is dat op grote delen van de weg jeepneys niet toegestaan zijn. De Metropolitan Manila Development Authority is hoofdverantwoordelijk voor het beheer van de weg.
EDSA vormt het overgrote deel van de vierde ringweg (C-4) in het hoofdstedelijke stadsgebied. De weg beschrijft een halve cirkel rond Manilla, hoewel EDSA op geen enkele plaats binnen deze stad komt. Vanaf het zuidelijke einde doorkruist de weg de steden Pasay, Makati, Mandaluyong, Quezon City en Caloocan. In Pasay begint EDSA naast de SM Mall of Asia en in het noorden eindigt de weg bij het Bonifacio Monument, dat opgericht werd ter ere van Andrés Bonifacio. In de middenberm zijn op hoge pilaren sporen van twee lijnen van de metro van Manilla gebouwd.
De weg werd aangelegd tijdens het presidentschap van Manuel Quezon en droeg aanvankelijk als naam 19 de Junio (19 juni), ter ere van de nationale held José Rizal. Later werd hij hernoemd tot Highway 54, en in 1959 kreeg EDSA de huidige naam. Epifanio de los Santos was een veelzijdig Filipijns wetenschapper, auteur, jurist en kunstenaar.
EDSA vervulde een voorname rol binnen de recente Filipijnse geschiedenis. De People Power Revolutie, een dagenlange geweldloze massale demonstratie die leidde tot de val van het autoritaire regime van president Ferdinand Marcos, speelde zich in belangrijke mate af rond de weg. In 2001 was EDSA het toneel van EDSA II, een revolutie die het einde inluidde van het presidentschap van Joseph Estrada.

## Referentie
1. ↑  Too many buses, too many agencies clog EDSA, Philippine Center For Investigative Journalism, geraadpleegd 29 januari 2012
2. ↑  Average vehicle speed on Edsa is 36.24kph, Inquirer.net, geraadpleegd 29 januari 2012